# Punica (geslacht)
Punica is de botanische naam van een plantengeslacht met twee soorten. De granaatappel (Punica granatum) is een plant met rode bloemen en vruchten die uit kleine delen bestaan. Deze vruchten zijn de basis voor grenadine. Punica protopunica is een soortgelijke plant met kleinere, roze bloemen en minder zoete vruchten. Deze soort is endemisch op het eiland Socotra.

## Soorten
- Punica granatum L.
- Punica protopunica Balf.f.

Adenaria · 
Ammannia · 
Capuronia · 
Crenea · 
Cuphea · 
Decodon · 
Diplusodon · 
Duabanga · 
Galpinia · 
Ginoria · 
Haitia · 
Heimia · 
Hionanthera · 
Koehneria · 
Lafoensia · 
Lagerstroemia · 
Lourtella · 
Lythrum (Kattenstaart) · 
Nesaea · 
Pehria · 
Pemphis · 
Physocalymma · 
Pleurophora · 
Punica · 
Rotala · 
Socotria · 
Sonneratia · 
Tetrataxis · 
Trapa · 
Woodfordia